# Ure (missile)
Pour les articles homonymes, voir Ure.
Le Ure (en Hangeul: 우레) ou KTSSM (Korean Tactical Surface-to-Surface Missile) est un missile sol-sol tactique à courte portée développé dans le cadre du projet Lightning qui a débuté comme contre-mesure contre l'artillerie conventionnelle nord-coréenne à la suite du bombardement de l'île de Yeonpyong.
Le block 1 pour plate-forme de lancement fixe, développé en 2019, est conçu conjointement avec le groupe Hanwha sous la direction de l'Agence pour le développement de la défense (en) (ADD). Une version améliorée (block 2) est en cours de développement afin de pouvoir déployer le missile depuis divers tracteurs-érecteurs-lanceurs.

## Conception et développement
Surnommé le tueur d'artillerie, l'Ure est développé dans le but de neutraliser rapidement l'artillerie à longue portée nord-coréenne. Hanwha Corporation conçoit le missile en partenariat avec l'Agence pour le développement de la défense (en) (ADD). Quatre missiles peuvent être lancés presque simultanément à partir d'une rampe de lancement fixe et peuvent parcourir 120 kilomètres. Le lanceur et les missiles ont un coût combiné de 1,9 million de dollars. Ils sont guidés par GPS pour atteindre des cibles avec un précision circulaire de deux mètres, et disposent d'une ogive thermique profilée qui peut pénétrer dans les bunkers et les cibles durcies à plusieurs mètres sous terre ou sous 1,5 mètre de béton. Bien qu'il ressemble au missile américain MGM-140 ATACMS, l'Ure est moins cher et plus précis avec une portée plus courte, tout en restant suffisant pour jouer le rôle de contre-batterie. Il existe deux versions du missile : 
- le Ure-1, pour attaquer les obusiers Koksan M1978/M1989 de 170 mm et les lance-roquettes multiples non guidés (LRM) M1985/M1991 de 240 mm ;
- le Ure-2, pour cibler les KN-09 et KN-02[1],[2],[3],[4].

Le développement du missile dure de 2014 à 2017 pour un coût de 418 millions de dollars américains. En mars 2018, l'armée sud-coréenne annonce qu'elle va créer une nouvelle brigade d'artillerie composée de Ure-2 et de K239 Chunmoo (en) dans le but de détruire les sites d'artillerie à longue portée durcis de la Corée du Nord à proximité de la zone démilitarisée coréenne, qui seront inaugurés en octobre de la même année. La mise en service est initialement prévue pour 2019, mais elle est reportée à 2023 car les États-Unis n'ont pas approuvé l'achat de composants importants,,. En 2019, il est annoncé que l'Ure serait déployé en 2021. En novembre 2020, l'Administration du programme d'acquisition de la défense annonce que la production de masse commencerait pour que le missile entre en service en 2022, avec plus de 200 unités prévues d'ici 2025.
Le 21 décembre 2022, l'Agence pour le développement de la défense mène un test de Ure-2, alors en cours de développement, sur le terrain d'essai d'Anheung. Le missile est tiré depuis un véhicule K239 Chunmoo (en) et touche sa cible à 200 kilomètres de là.
Le 11 mai 2023, l'Agence de défense sud-coréenne pour la technologie et la qualité (DTaQ) annonce avoir réussi le test de lancement de certification de qualité du block 1 produit selon le processus de production de masse.

## Export

### Pologne
En octobre 2022, un accord est signé pour livrer 288 K239 Chunmoo K-MLRS aux forces terrestres polonaises. La première étape du programme prévoit la fourniture de munitions, notamment de Ure-II, qui devraient à terme être produits par la Pologne elle-même.